# Liste der Kulturdenkmäler in Seck
In der Liste der Kulturdenkmäler in Seck sind alle Kulturdenkmäler der rheinland-pfälzischen Ortsgemeinde Seck aufgeführt. Grundlage ist die Denkmalliste des Landes Rheinland-Pfalz (Stand: 21. Dezember 2021).

## Denkmalzonen
| Bezeichnung                           | Lage                        | Baujahr         | Beschreibung | Bild                           |
| ------------------------------------- | --------------------------- | --------------- | --- | ------------------------------ |
| Denkmalzone Klosterruine Seligenstatt | nordwestlich des Ortes Lage | 12. Jahrhundert | stark verfallene Mauerzüge der Kirche des im 12. Jahrhundert gegründeten, im 15. Jahrhundert wieder verlassenen Benediktinerinnenklosters; Heiligenhäuschen, wohl aus dem 19. Jahrhundert | weitere Bilder Fotos hochladen |

## Einzeldenkmäler
| Bezeichnung                             | Lage                                         | Baujahr                            | Beschreibung | Bild                           |
| --------------------------------------- | -------------------------------------------- | ---------------------------------- | --- | ------------------------------ |
| Brunnen                                 | Beilsteiner Weg Lage                         | zweite Hälfte 19. Jahrhunderts     | gusseiserner Laufbrunnen, zweite Hälfte 19. Jahrhunderts | weitere Bilder Fotos hochladen |
| Rathaus                                 | Bergstraße 18/20 Lage                        | zweite Hälfte des 18. Jahrhunderts | Rathaus, ehemals auch Schule; langgestreckter Fachwerkbau, teilweise massiv, Krüppelwalmdach, zweite Hälfte des 18. Jahrhunderts                                                                    | weitere Bilder Fotos hochladen |
| Quereinhaus                             | Bergstraße 28 Lage                           | Ende des 19. Jahrhunderts          | Quereinhaus, Ende des 19. Jahrhunderts | Fotos hochladen                |
| Wohnhaus                                | Hauptstraße 12 Lage                          | 1901                               | Wohnhaus; aufwendige Fassadenstuckierung, bezeichnet 1901 | Fotos hochladen                |
| Wohnhaus                                | Hauptstraße 23 Lage                          | 18. Jahrhundert                    | Wohnhaus mit Niederlass, verputzt und verkleidet, Fachwerk wohl aus dem 18. Jahrhundert | Fotos hochladen                |
| Heiligenhäuschen                        | Hellenhahner Straße Lage                     | 19. Jahrhundert                    | Heiligenhäuschen, wohl aus dem 19. Jahrhundert | weitere Bilder Fotos hochladen |
| Wohnhaus                                | Irmtrauter Straße 7 Lage                     | um 1840                            | Wohnhaus; aufwendige Fassadenstuckierung, Jugendstil, bezeichnet 1909, angeblich um 1840 | Fotos hochladen                |
| Katholische Kirche St. Kilian           | Schulstraße Lage                             |                                    | spätromanische Basilika, nach Abbruch der Seitenschiffe 1637 und Brand 1878 stark überarbeitende Wiederherstellung (ohne Südturm) bis 1880; in der Kirchhofsmauer überdachtes Tor; Heiligenhäuschen | weitere Bilder Fotos hochladen |
| Wohnhaus                                | Schulstraße 2 Lage                           | 19. Jahrhundert                    | Wohnhaus, teilweise verschiefert und mit Fachwerk des 19. Jahrhunderts, im Kern eventuell älter | Fotos hochladen                |
| Heiligenhäuschen                        | südlich des Ortes an der K 51 Lage           | 19. Jahrhundert                    | Heiligenhäuschen, wohl aus dem 19. Jahrhundert | weitere Bilder Fotos hochladen |
| Katholische St.-Michael-Josephs-Kapelle | südöstlich des Ortes Lage                    | 1903/04                            | kleiner neugotischer Saalbau, 1903/04 | weitere Bilder Fotos hochladen |
| Wohnhaus                                | südwestlich des Ortes (Hof Dapperich 1) Lage | 18. Jahrhundert                    | Fachwerkhaus, 18. Jahrhundert; im Hof: Grenzsäule, Marmor, herzoglich-nassauisches Wappen | Fotos hochladen                |
| Brücke                                  | südwestlich des Ortes am Hof Dapperich Lage  | 18. oder 19. Jahrhundert           | zweibogige Brücke über den Holzbach, Basalt, 18. oder 19. Jahrhundert | weitere Bilder Fotos hochladen |